# Manius Otacilius Crassus
Manius Otacilius Crassus est un homme politique romain du IIIe siècle av. J.-C. C'est un homo novus, il est le premier membre de sa famille à être consul.

## Carrière
En 263 av. J.-C., il est élu consul. Avec son collègue Manius Valerius Maximus Messalla, ils sont envoyés en Sicile avec quatre légions.
Le roi Hiéron II de Syracuse avait assiégé avec les Carthaginois les Mamertins, qui avaient fait appel à Rome. Après avoir été vaincu une première fois, il préféra faire alliance avec les romains.
Il semble qu'Otacilius Crassus eut moins de succès que son collègue au consulat durant sa campagne en Sicile.
En 246 av. J.-C., il est consul pour la seconde fois. Avec son collègue au consulat Marcus Fabius Licinus, ils combattent en Sicile contre Hamilcar Barca. Il y trouve la mort.